# Cédric Pries
Cédric Pries (født 25. oktober 2000 i Luxembourg) er en forhenværende cykelrytter fra Luxembourg.